# 吳欣鍵
吳欣鍵（NG Yan Kin，1997年7月25日—），香港男子游泳運動員，他在2012年經泳隊推薦後加入香港隊，主項是蛙泳和200米個人混合泳，曾出戰過世界短池游泳錦標賽及亞洲運動會等大型賽事。
2018年亞運泳隊選拔程序被質疑不公平及有包庇之嫌，審計署於今日（29日）發表的《審計報告》，轟港協暨奧委會在選拔運動員欠透明度和問責不足，有兩名運動員不符合遴選準則，但最終同樣獲選，包括當時引起巨大爭議的泳總委員吳旭光之子吳欣鍵，因在2017年亞洲室內暨武術運動會取得佳績而入選，相反100米蛙泳最快的郭家輝就落選，但審計報告並無詳述落選理由；另一不合資格而入選的，是男子4×100米混合四式接力（蝶泳）主泳手。
原文網址: 審計報告｜轟亞運泳隊選拔不公　兩人不合資格仍入選　包括吳欣鍵 | 香港01 https://www.hk01.com/article/467008?utm_source=01articlecopy&utm_medium=referral

## 家庭
吳欣鍵的父親是香港泳總委員、海天體育會副主席兼董事吳旭光。

## 游泳紀錄
吳欣鍵共5次打破香港游泳紀錄，現時保持著3項香港紀錄（曾保持5項）；另曾保持3項15-17歲分齡賽紀錄：
|                             |          | 項目                                                             | 時間     | 比賽日期       |
| 香港紀錄                    | 香港紀錄 | 香港紀錄                                                         | 香港紀錄 | 香港紀錄       |
| --------------------------- | -------- | ---------------------------------------------------------------- | -------- | -------------- |
| 1                           | 短池     | 4×50米混合泳接力 （香港隊－劉紹宇、吳欣鍵、伍棹然、何甄陶）      | 1:36.36  | 2021年12月20日 |
| 2                           | 短池     | 4×50米自由泳接力 （香港隊－伍棹然、何甄陶、吳欣鍵、卓銘浩）      | 1:29.04  | 2021年12月19日 |
| 3                           | 短池     | 4×100米自由泳接力 （香港隊－卓銘浩、何甄陶、伍棹然、吳欣鍵）     | 3:15.44  | 2021年12月16日 |
| 曾保持香港紀錄              |          |                                                                  |          |                |
| 1                           | 短池     | 4×200米自由泳接力 （泳天游泳會－吳欣鍵、江己概、劉紹宇、黃竟豪） | 7:34.13  | 2014年6月15日  |
| 2                           | 長池     | 4×100米男女混合泳接力 （香港隊－張祐銘、吳欣鍵、施幸余、鄭莉梅） | 4:00.22  | 2017年9月5日   |
| 曾保持分齡賽紀錄（15-17歲） |          |                                                                  |          |                |
| 1                           | 短池     | 100米蛙泳                                                        | 1:02.07  | 2014年8月28日  |
| 2                           | 長池     | 50米蛙泳                                                         | 29.38    | 2015年4月25日  |
| 2                           | 長池     | 100米蛙泳                                                        | 1:03.91  | 2015年4月26日  |